# 神田紅佳
神田 紅佳（かんだ べにか）は、日本講談協会および落語芸術協会所属の女性講談師。

## 人物
福岡県北九州市八幡西区出身。血液型B型。1995年神戸学院大学法学部卒業。
入門前は笹部佳子としてNHKの地方局のアナウンサーをしていた。約12年間、韓国でジャーナリストとして活躍。その後、講談師は自分で調べて作り、伝えるところがジャーナリストと似ていると感じ、講談師になることを決意。
2013年5月、同じ福岡県出身の講談師・神田紅のもとへ入門。2017年10月、二ツ目昇進。2020年6月より師の所属する落語芸術協会にも入会。
「痛快☆ベニカメラ」というチャンネル名でYouTubeをやっている。